# Lista de municípios da Venezuela

A Venezuela está dividida em 335 municípios, distribuídos entre 24 entidades federativas, correspondentes a 23 estados e um Distrito Capital. A única entidade federal que não possui municípios são as Dependências Federais, que compreendem diversas ilhas do território venezuelano, como o arquipélago de Los Roques e a Ilha La Tortuga, entre outras, sob a administração direta do governo central. Além disso, existe a zona em reivindicação chamada Guiana Esequiba, um território em disputa com a Guiana, que não possui uma organização municipal formal, devido ao status de litígio internacional.
Na Venezuela, os municípios são a principal divisão territorial e administrativa dentro de cada estado, e eles podem ser subdivididos em paróquias, que são unidades administrativas menores. Dentro de um município, uma das paróquias geralmente é a capital ou sede administrativa desse município. Essa paróquia é onde se localizam os principais órgãos de governo local, como a prefeitura. 
Segue-se a lista de municípios da Venezuela ordenada por estados:

## Distrito Capital
1. Libertador (Caracas)

## Estado Amazonas
1. Alto Orinoco (La Esmeralda)
2. Atabapo (San Fernando de Atabapo)
3. Atures (Puerto Ayacucho)
4. Autana (Isla Ratón)
5. Manapiare (San Juan de Manapiare)
6. Maroa (Maroa)
7. Río Negro (San Carlos de Río Negro)

## Estado Anzoátegui
1. Anaco (Anaco)
2. Aragua (Aragua de Barcelona)
3. Diego Bautista Urbaneja (Lechería)
4. Fernando de Peñalver (Puerto Píritu)
5. Francisco del Carmen Carvajal (Valle de Guanape)
6. Francisco de Miranda (Pariaguán)
7. Guanta (Guanta)
8. Independencia (Soledad)
9. José Gregorio Monagas (Mapire)
10. Juan Antonio Sotillo (Puerto la Cruz)
11. Juan Manuel Cajigal (Onoto)
12. Libertad (San Mateo)
13. Manuel Ezequiel Bruzual (Clarines)
14. Pedro María Freites (Cantaura)
15. Píritu (Píritu)
16. San José de Guanipa (San José de Guanipa / El Tigrito)
17. San Juan de Capistrano (Boca de Uchire)
18. Santa Ana (Santa Ana)
19. Simón Bolívar (Barcelona)
20. Simón Rodríguez (El Tigre)
21. Sir Artur McGregor (El Chaparro)

## Estado Apure
1. Achaguas (Achaguas)
2. Biruaca (Biruaca)
3. Muñoz (Bruzual)
4. Páez (Guasdualito)
5. Pedro Camejo (San Juan de Payara)
6. Rómulo Gallegos (Elorza)
7. San Fernando (San Fernando de Apure)

## Estado Aragua
1. Bolívar (San Mateo)
2. Camatagua (Camatagua)
3. Francisco Linares Alcántara (Santa Rita)
4. Girardot (Maracay)
5. José Angel Lamas (Santa Cruz)
6. José Félix Ribas (La Victoria)
7. José Rafael Revenga (El Consejo)
8. Libertador (Palo Negro)
9. Mario Briceño Iragorry (El Limon)
10. Ocumare de la Costa de Oro (Ocumare de la Costa)
11. San Casimiro (San Casimiro)
12. San Sebástian (San Sebastián)
13. Santiago Mariño (Turmero)
14. Santos Michelena (Las Tejerias)
15. Sucre (Cagua)
16. Tovar (La Colonia Tovar)
17. Urdaneta (Barbacoas)
18. Zamora (Villa de Cura)

## Estado Barinas
1. Alberto Arvelo Torrealba (Sabaneta)
2. Andrés Eloy Blanco (El Cantón)
3. Antonio José de Sucre (Socopo)
4. Arismendi (Arismendi)
5. Barinas (Barinas)
6. Bolívar (Barinitas)
7. Cruz Paredes (Barrancas)
8. Ezequiel Zamora (Santa Bárbara)
9. Obispos (Obispos)
10. Pedraza (Ciudad Bolivia)
11. Rojas (Libertad)
12. Sosa (Ciudad de Nutrias)

## Estado Bolívar
1. Caroní (Ciudad Guayana)
2. Cedeño (Caicara del Orinoco)
3. El Callao (El Callao)
4. Gran Sabana (Santa Elena de Uairén)
5. Heres (Ciudad Bolívar)
6. Padre Pedro Chien (El Palmar)
7. Piar (Upata)
8. Raúl Leoni (Ciudad Piar)
9. Roscio (Guasipati)
10. Sifontes (Tumeremo)
11. Sucre (Maripa)

## Estado Carabobo
1. Bejuma (Bejuma)
2. Carlos Arvelo (Guigue)
3. Diego Ibarra (Mariara)
4. Guacara (Guacara)
5. Juan José Mora (Morón)
6. Libertador (Tocuyito)
7. Los Guayos (Los Guayos)
8. Miranda (Miranda)
9. Montalbán (Montalbán)
10. Naguanagua (Naguanagua)
11. Puerto Cabello (Puerto Cabello)
12. San Diego (San Diego)
13. San Joaquín (San Joaquín)
14. Valencia (Valência)

## Estado Cojedes
1. Anzoátegui (Cojedes)
2. El Pao de San Juan Bautista (El Pao)
3. Falcón (Tinaquillo)
4. Girardot (El Baúl)
5. Lima Blanco (Macapo)
6. Ricaurte (Libertad)
7. Rómulo Gallegos (Las Vegas)
8. San Carlos de Austria (San Carlos)
9. Tinaco (Tinaco)

## Estado Delta Amacuro
1. Antonio Díaz (Curiapo)
2. Casacoima (Sierra Imataca)
3. Pedernales (Pedernales)
4. Tucupita (Tucupita)

## Estado Falcón
1. Acosta (San Juan de los Cayos)
2. Bolívar (San Luis)
3. Buchivacoa (Capatárida)
4. Cacique Manaure (Yaracal)
5. Carirubana (Punto Fijo)
6. Colina (Coro)
7. Dabajuro (Dabajuro)
8. Democracia (Pedregal)
9. Falcón (Pueblo Nuevo)
10. Federación (Churuguara)
11. Jacura (Jacura)
12. Los Taques (Santa Cruz de Los Taques)
13. Mauroa (Mene de Mauroa)
14. Miranda (Santa Ana de Coro)
15. Monseñor Iturriza (Chichiriviche)
16. Palmasola (Palmasola)
17. Petit (Cabure)
18. Píritu (Píritu)
19. San Francisco (Mirimire)
20. Silva (Tucacas)
21. Sucre (La Cruz de Taratara)
22. Tocopero (Tocopero)
23. Unión (Santa Cruz de Bucaral)
24. Urumaco (Urumaco)
25. Zamora (Puerto Cumarebo)

## Estado Guárico
1. Camaguán (Camaguán)
2. Chaguaramas (Chaguaramas)
3. El Socorro (El Socorro)
4. Francisco de Miranda (Calabozo)
5. José Félix Ribas (Tucupido)
6. José Tadeo Monagas (Altagracia de Orituco)
7. Juan Germán Roscio (San Juan de Los Morros)
8. Julián Mellado (El Sombrero)
9. Las Mercedes (Las Mercedes)
10. Leonardo Infante (Valle de la Pascua)
11. Ortiz (Ortiz)
12. Pedro Zaraza (Zaraza)
13. San Gerónimo de Guayabal (Guayabal)
14. San José de Guaribe (San José de Guaribe)
15. Santa Maria de Ipire (Santa Maria de Ipire)

## Estado Lara
1. Andrés Eloy Blanco (Sanare)
2. Crespo (Duaca)
3. Iribarren (Barquisimeto)
4. Jiménez (Quíbor)
5. Morán (El Tocuyo)
6. Palavecino (Cabudare)
7. Simón Planas (Sarare)
8. Torres (Carora)
9. Urdaneta (Siquisique)

## Estado Mérida
1. Alberto Adriani (El Vigía)
2. Andrés Bello (La Azulita)
3. Antonio Pinto Salinas (Santa Cruz de Mora)
4. Aricagua (Aricagua)
5. Arzobispo Chacón (Canagua)
6. Campo Elías (Ejido)
7. Caracciolo Parra Olmedo (Tucani)
8. Cardenal Quintero (Santo Domingo)
9. Guaraque (Guaraque)
10. Julio César Salas (Arapuey)
11. Justo Briceño (Torondoy)
12. Libertador (Mérida)
13. Miranda (Timotes)
14. Obispo Ramos de Lora (Santa Elena de Arenales)
15. Padre Noguera (Santa María de Caparo)
16. Pueblo Llano (Pueblo Llano)
17. Rangel (Mucuchíes)
18. Rivas Dávila (Bailadores)
19. Santos Marquina (Tabay)
20. Sucre (Lagunillas)
21. Tovar (Tovar)
22. Tulio Febres Cordero (Nueva Bolivia)
23. Zea (Zea)

## Estado Miranda
1. Acevedo (Caucagua)
2. Andrés Bello (San José de Barlovento)
3. Baruta (Nuestra Señora del Rosario de Baruta)
4. Brión (Higuerote)
5. Buroz (Mamporal)
6. Carrizal (Carrizal)
7. Chacao (Chacao)
8. Cristóbal Rojas (Charallave)
9. El Hatillo (El Hatillo)
10. Guaicaipuro (Los Teques)
11. Independencia (Santa Teresa del Tuy)
12. Lander (Ocumare del Tuy)
13. Los Salias (San Antonio de los Altos)
14. Páez (Río Chico)
15. Paz Castillo (Santa Lucía)
16. Pedro Gual (Cúpira)
17. Plaza (Guarenas)
18. Simón Bolívar (San Francisco de Yare)
19. Sucre (Petare)
20. Urdaneta (Cúa)
21. Zamora (Guatire)

## Estado Monagas
1. Acosta (San Antonio de Capayacuar)
2. Aguasay (Aguasay)
3. Bolívar (Caripito)
4. Caripe (Caripe)
5. Cedeño (Caicara)
6. Ezequiel Zamora (Punta de Mata)
7. Libertador (Temblador)
8. Maturín (Maturín)
9. Piar (Aragua)
10. Punceres (Quiriquire)
11. Santa Bárbara (Santa Bárbara)
12. Sotillo (Barrancas del Orinoco)
13. Uracoa (Uracoa)

## Estado Nueva Esparta
1. Antolín del Campo (Plaza Paraguachi)
2. Arismendi (La Asunción)
3. Díaz (San Juan Bautista)
4. García (El Valle del Espíritu Santo)
5. Gómez (Santa Ana)
6. Maneiro (Pampatar)
7. Marcano (Juan Griego)
8. Mariño (Porlamar)
9. Península de Macanao (Boca del Río)
10. Tubores (Punta de Piedras)
11. Villalba (San Pedro de Coche)

## Estado Portuguesa
1. Agua Blanca (Agua Blanca)
2. Araure (Araure)
3. Esteller (Píritu)
4. Guanare (Guanare)
5. Guanarito (Guanarito)
6. Monseñor José Vicente de Unda (Paraíso de Chabasquén)
7. Ospino (Ospino)
8. Páez (Acarigua)
9. Papelón (Papelón)
10. San Genaro de Boconoito (Boconoito)
11. San Rafael de Onoto (San Rafael de Onoto)
12. Santa Rosalía (El Playon)
13. Sucre (Biscucuy)
14. Turén (Villa Bruzual)

## Estado Sucre
1. Andrés Eloy Blanco (Casanay)
2. Andrés Mata (San José de Aerocuar)
3. Arismendi (Río Caribe)
4. Benítez (El Pilar)
5. Bermúdez (Carúpano)
6. Bolívar (Mariguitar)
7. Cajigal (Yaguaraparo)
8. Cruz Salmerón Acosta (Araya)
9. Libertador (Tunapuy)
10. Mariño (Irapa)
11. Mejía (San Antonio del Golfo)
12. Montes (Cumanacoa)
13. Ribero (Cariaco)
14. Sucre (Cumaná)
15. Valdez (Guiria)

## Estado Táchira
1. Andrés Bello (Cordero)
2. Antonio Rómulo Costa (Las Mesas)
3. Ayacucho (Colon)
4. Bolívar (San Antonio del Táchira)
5. Cárdenas (Táriba)
6. Córdoba (Santa Ana del Táchira)
7. Fernández Feo (San Rafael del Piñal)
8. Francisco de Miranda (San José de Bolívar)
9. García de Hevia (La Fria)
10. Guasimos (Palmira)
11. Independencia (Capacho Nuevo)
12. Jauregui (La Grita)
13. José María Vargas (El Cobre)
14. Junín (Rubio)
15. Libertad (Capacho Viejo)
16. Libertador (Abejales)
17. Lobatera (Lobatera)
18. Michelena (Michelena)
19. Panamericano (Coloncito)
20. Pedro María Ureña (Ureña)
21. Rafael Urdaneta (Delicias)
22. Samuel Darío Maldonado (La Tendida)
23. San Cristóbal (San Cristóbal)
24. San Judas Tadeo (Umuquena)
25. Seboruco (Seboruco)
26. Simón Rodrígues (San Simon)
27. Sucre (Queniquea)
28. Torbes (San Josecito)
29. Uribante (Pregonero)

## Estado Trujillo
1. Andrés Bello (Santa Isabel)
2. Boconó (Boconó)
3. Bolívar (Sabana Grande)
4. Candelaria (Chejendé)
5. Carache (Carache)
6. Escuque (Escuque)
7. José Felipe Márquez Cañizales (El Paradero)
8. Juan Vicente Campo Elías (Campo Elías)
9. La Ceiba (Santa Apolonia)
10. Miranda (El Dividive)
11. Monte Carmelo (Monte Carmelo)
12. Motatán (Motatán)
13. Pampán (Pampán)
14. Pampanito (Pampanito)
15. Rafael Rangel (Betijoque)
16. San Rafael de Carvajal (Carvajal)
17. Sucre (Sabana de Mendoza)
18. Trujilo (Trujillo)
19. Urdaneta (La Quebrada)
20. Valera (Valera)

## Estado Vargas
1. Vargas

## Estado Yaracuy
1. Aristides Bastidas (San Pablo)
2. Bolívar (Aroa)
3. Bruzual (Chivacoa)
4. Cocorote (Cocorote)
5. Independencia (Independencia)
6. José Antonio Páez (Sabana de Parra)
7. La Trinidad (Boraure)
8. Manuel Monge (Yumare)
9. Nirgua (Nirgua)
10. Peña (Yaritagua)
11. San Felipe
12. Sucre (Guama)
13. Urachiche (Urachiche)
14. Veroes (Farriar)

## Estado Zulia
1. Almirante Padilla (El Toro)
2. Baralt (San Timoteo)
3. Cabimas (Cabimas)
4. Catatumbo (Encontrados)
5. Colón (San Carlos del Zulia)
6. Francisco Javier Pulgar (Pueblo Nuevo / El Chivo)
7. Jesús Enrique Lossada (La Concepción)
8. Jesús María Semprún (Casigua el Cubo)
9. La Cañada de Urdaneta (Concepción)
10. Lagunillas (Ciudad Ojeda)
11. Machiques de Perijá (Machiques)
12. Mara (San Rafael del Moján)
13. Maracaibo (Maracaibo)
14. Miranda (Los Puertos de Altagracia)
15. Páez (Sinamaica)
16. Rosario de Perijá (La Villa del Rosario)
17. San Francisco (San Francisco)
18. Santa Rita (Santa Rita)
19. Simón Bolívar (Tía Juana)
20. Sucre (Bobures)
21. Valmore Rodríguez (Bachaquero)